# Bernard Edwards
Bernard Edwards (Greenville, 31 de outubro de 1952 — Tóquio, 18 de abril de 1996) foi um baixista, cantor, compositor e produtor musical norte-americano. Ao lado de Nile Rodgers, cofundou a banda Chic.